# Rykella elamellata
Rykella elamellata är en kvalsterart som först beskrevs av Berlese 1916.  Rykella elamellata ingår i släktet Rykella och familjen Drymobatidae. Inga underarter finns listade i Catalogue of Life.